# Застугна (Васильківська міська громада)
Засту́гна — село у Васильківській міській громаді Обухівського району Київської області.
Населення — близько 410 жителів

## Історія
Історично Застугна було передмістям Василькова. У середині ХІХ ст., за даними Лаврентія Похилевича, було «видно залишки давнього замку».
1900 р. передмістя Застугна було центром Васильківського селянського сільського товариства, до якого окрім передмістя, належав хутір Калантир. З 1923 р., коли було скасовано старий волосний поділ, колишні передмістя Василькова перетворилися на окремі села - відтоді Застугна існує як самостійний населений пункт.

## Відомі особистості
В поселенні народився:
- Неділько Микола Миколайович (* 1980) — український правник.

## Джерело
- Застугна (Васильківська міська громада) // Облікова картка на офіційному вебсайті Верховної Ради України.

| Україна | Це незавершена стаття з географії України. Ви можете допомогти проєкту, виправивши або дописавши її. |